# Elisabeta Lipă
Elisabeta Lipă (rojena Elisabeta Oleniuc), romunska veslačica, * 26. oktober 1964, Siret (Suceava).
Elisabeta Lipă je prvič nastopila na Olimpijskih igrah leta 1984 v Los Angelesu pri devetnajstih letih. Tam je v dvojnem dvojcu osvojila tudi svojo prvo zlato medaljo. Svojo zadnjo zlato medaljo je osvojila v osmercu na Poletnih olimpijskih igrah 2004 v Atenah. Elisabeta je poleg Kanadčank Kathleen Heddle in Marnie McBean edina med veslači, ki je osvojila zlato medaljo tako v dvojnih čolnih (kjer veslač vesla z dvema vesloma) kot v enojnih (kjer veslač vesla samo z enim veslom). Do sedaj pa je Elisabeta Lipă edina, ki je osvojila zlato medaljo v obeh najuglednejših veslaških disciplinah: enojcu in osmercu.
V svoji karieri je osvojila največ medalj na Olimpijskih igrah med veslači, saj je osvojila pet zlatih, dve srebrni in eno bronasto medaljo. Še vedno je tudi rekorderka po času, ki je pretekel med osvojenimi zlatimi medaljami. Med njeno prvo zlato medaljo in njeno zadnjo zlato medaljo na OI je namreč preteklo 20 let.
Leta 2008 je na Svetovnem pokalu v veslanju v švicarskem Lucernu prejela najvišje priznanje, Medaljo Thomasa Kellerja.